# Heteralonia dissoluta
Heteralonia dissoluta är en tvåvingeart som först beskrevs av Nurse 1922.  Heteralonia dissoluta ingår i släktet Heteralonia och familjen svävflugor.
Artens utbredningsområde är Pakistan. Inga underarter finns listade i Catalogue of Life.